# Connarus renteriae
Connarus renteriae är en tvåhjärtbladig växtart som beskrevs av E. Carbonó, E. Forero & L.A. Vidal. Connarus renteriae ingår i släktet Connarus och familjen Connaraceae. Inga underarter finns listade i Catalogue of Life.